# Brachychiton carruthersii
Brachychiton carruthersii é uma espécie de angiospérmica da família Sterculiaceae.
Apenas pode ser encontrada na Papua-Nova Guiné.
Está ameaçada por perda de habitat.